# 惠勒鎮區 (明尼蘇達州伍茲湖縣)
惠勒鎮區（英語：Wheeler Township）是位於美國明尼蘇達州伍茲湖縣的一個行政鎮區。

## 地方資料
惠勒鎮區的面積為50.87平方千米，當中陸地面積為49.26平方千米，而水域面積為1.61平方千米。根據2020年美國人口普查的數據，當地共有人口306人，而人口密度為每平方千米6.02人。